# In the Aeroplane over the Sea
In the Aeroplane over the sea è il secondo ed ultimo album del gruppo indie rock statunitense Neutral Milk Hotel, pubblicato il 10 febbraio 1998 dalla Merge Records. È stato poi ristampato nel 2005 dalla Domino Records. 
Viene considerato una pietra miliare del rock anni '90 e uno dei migliori album indie rock di tutti i tempi.

## Concept
Come lo stesso Mangum rivelerà in un'intervista a The Puncture, gran parte delle canzoni dell'album sono ispirate al Diario di Anna Frank da lui letto poco dopo la registrazione di On Avery Island. Sono presenti numerosi riferimenti sia nei titoli dei brani (Holland, 1945), sia nei testi ("I know they buried her body with others/ her sister and mother and 500 families/ and will she remember me 50 years later/ I wished I could save her in some sort of time machine" da Oh Comely).

## Registrazione
L'album è stato registrato fra luglio e settembre 1997 al Pet Sounds Studio di Denver con la collaborazione di Robert Schneider degli Apples in Stereo. Per ottenere un suono nuovo ed inconfondibile Mangum volle affiancare ai più classici strumenti rock dei suoni di origine esotica, cercando inoltre di evitare tecniche e trame strumentali già utilizzate in passato.

## Copertina

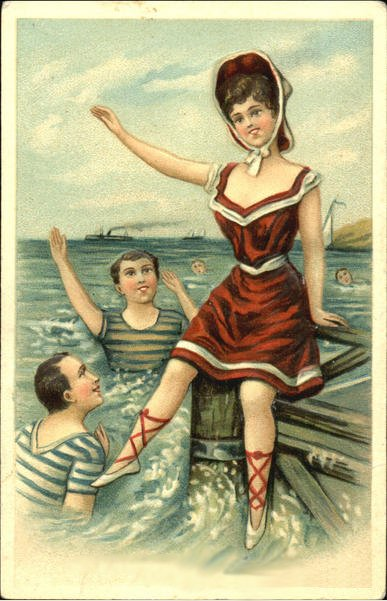
Cartolina originale

La copertina dell'album è stata realizzata da Mangum in collaborazione con Chris Bilheimer, già staff designer degli R.E.M. ed è ricavata da un ritaglio di una vecchia cartolina proveniente dall'Europa con l'immagine di alcune persone che fanno il bagno in un resort.

## Descrizione
Il disco si apre con due brani legati tra loro (The King Of Carrot Flowers pt.1 e pt.2-3) che in realtà formano un'unica traccia divisa in tre parti: i tre pezzi scemano uno nell'altro senza interruzione ma ogni parte è inequivocabilmente distinguibile. La prima di esse è contraddistinta dal suono della chitarra acustica impreziosita dal suono della cornamusa che contrappone la sua malinconia alla briosità dell'altro strumento. La seconda parte si caratterizza per l'intro vocale di Mangum che si fonde piano piano con un crescendo di batteria e strumenti a fiato. La terza parte invece è una trascinante melodia rock dove la fanno da padrone la batteria e la voce di Mangum. Il trittico si conclude con un Ok pronunciato da Mangum, intercalare tipico del lo-fi.
Anche i testi mutano registro al variare delle diverse parti di cui si compone il pezzo. Durante la prima traccia si fondono criptici riferimenti all'infanzia di Mangum con quella di Anna Frank. Particolare è invece l'incipit della seconda traccia (seconda e terza parte) che prende il via con un riferimento all'apparenza mistico e dal retrogusto religioso I Love You Jesus Christ, Jesus Christ I Love You, Yes I Do. A dispetto di quello che si potrebbe credere Mangum inserisce una nota nel libretto dell'album dove precisa che non c'è nessun riferimento religioso specifico, ma l'inno a Gesù prende invece corpo dalla convinzione che ci sia una luce bianca all'interno di ogni cosa (is not based on any religion but more on the belief that all things seem to contain a white light within them)
The King Of Carrot Flowers funge da ouverture dell'intera opera anticipandone i temi principali e ricorrenti. Lungo tutto l'album si alternano pezzi con una melodia disarmante come In The Aeroplane Over The Sea e Communist Daughter ad altri più tipicamente rock dove egemoni sono gli accordi di chitarra. Degna di nota è comunque l'assoluto amalgama degli strumenti che conferisce un'efficacia espressiva sicuramente notevole e che ben si sposa con l'altezza dei temi trattati.

## Tracce
(Testi e musica di J.Mangum, eccetto dove indicato)
1. "The King of Carrot Flowers Pt. One" – 2:00
2. "The King of Carrot Flowers Pts. Two & Three" – 3:06 (Barnes, Koster, Mangum, Spillane)
3. "In the Aeroplane Over the Sea" – 3:22
4. "Two-Headed Boy" – 4:26
5. "The Fool" – 1:53 (Spillane)
6. "Holland, 1945" – 3:12
7. "Communist Daughter" – 1:57
8. "Oh Comely" – 8:18
9. "Ghost" – 4:08
10. (untitled) – 2:16
11. "Two-Headed Boy Pt. Two" – 5:13

## Formazione
- Jeff Mangum – chitarra, voce, organo, floor tom, basso
- Jeremy Barnes – batteria, organo
- Scott Spillane – tromba, flicorno, trombone, bombardino, armonica
- Julian Koster – organo tipo Wandering Genie, sega ad arco, banjo, fisarmonica
- Robert Schneider – organo, organo ad aria, basso, cori, piano, armonica
- Laura Carter – zanzithophone
- Rick Benjamin – trombone
- Merisa Bissinger – sassofono, flicorno
- Michelle Anderson – uilleann pipes